# حسن مسعودی خراسانی
میرزا محمدحسن خان سالارموید (زاده ۱۲۵۵ خورشیدی در مشهد) که نام خانوادگی مسعودی خراسانی برگزید، از مالکان بزرگ خراسان، سناتور و نماینده مجلس شورای ملی بود.
پدرش سردار مسعود خان و مادرش دختر مستوفی‌الممالک نخست‌وزیر بود. در جوانی وارد خدمت آستان قدس رضوی شد و بتدریج در شمار ملاکین بزرگ و ثروتمند خراسان درآمد. در سال ۱۳۰۷ در انتخابات دوره هفتم مجلس شورای ملی به نمایندگی فردوس و طبس انتخاب شد و این کرسی را تا دوره سیزدهم حفظ کرد. در نخستین دوره مجلس سنای ایران در سال ۱۳۲۸ نیز سناتور خراسان شد.
از مسعودی خراسانی آثاری نیز در شعر و ادبیات بر جای مانده‌است.